# Turbinellus
Turbinellus — рід грибів родини гомфові (Gomphaceae). Назва вперше опублікована 1909 року.

## Класифікація
До роду Turbinellus відносять 7 видів:
- Turbinellus flabellatus
- Turbinellus floccosus
- Turbinellus floccosus
- Turbinellus floccosus
- Turbinellus fujisanensis
- Turbinellus kauffmanii
- Turbinellus stereoides